# Snorri Thorfinnsson
Snorri Thorfinnsson (Snorri Þorfinnsson en islandais), probablement né entre 1004 et 1013, et mort autour de 1090, est le fils des explorateurs Thorfinn Karlsefni et Gudrid Thorbjarnardottir. Sa naissance aurait eu lieu à Vinland, faisant de lui le premier enfant blanc né en Amérique du Nord. Selon les sagas du Vinland lui et sa famille se seraient installés à Glaumbær, en Islande, quand Snorri avait trois ans.
Il a eu deux enfants : une fille, Hallfrid, et un garçon, Thorgeir.
- Hallfrid Snorradottir est la mère de Þorlákur Runólfsson, qui fut évêque de Skálholt.
- Thorgeir Snorrason est le père de Saemundur qui, à son tour, sera père de Brandur Sæmundsson (is) évêque de Hólar.

En 2002, des archéologues américains ont découvert les restes d'une maison longue vieille d'environ 1000 ans, dans le nord de l'Islande. Il est probable que ce soit la ferme de Snorri Thorfinnson.